# Eleições legislativas no Luxemburgo em 2009
As eleições legislativas luxemburguesas de 2009 foram realizadas em 14 de junho, data que coincidiu com as eleições parlamentares europeias. O Partido Popular Social Cristão, liderado por Jean-Claude Juncker, voltou a vencer as eleições com 38% dos votos e 26 deputados. Após as eleições, os social-cristãos voltaram a formar um governo de coligação com o Partido Socialista.

## Resultados Oficiais
| Partido                 | Partido                                       | Votos     |                 | +/-  | Deputados | +/-     |
| ----------------------- | --------------------------------------------- | --------- | --------------- | ---- | --------- | ------- |
|                         | Partido Popular Social Cristão                | 1 129 368 | 37,34 / 100,00  | 1,53 | 26 / 60   | 2       |
|                         | Partido Socialista dos Trabalhadores          | 695 830   | 23,00 / 100,00  | 2,43 | 13 / 60   | 1       |
|                         | Partido Democrata                             | 432 820   | 14,31 / 100,00  | 0,63 | 9 / 60    | 1       |
|                         | Os Verdes                                     | 347 388   | 11,48 / 100,00  | 0,06 | 7 / 60    | Estável |
|                         | Partido Reformista da Alternativa Democrática | 232 744   | 7,69 / 100,00   | 1,35 | 4 / 60    | 1       |
|                         | A Esquerda                                    | 109 184   | 3,61 / 100,00   | 1,60 | 1 / 60    | 1       |
|                         | Partido Comunista do Luxemburgo               | 49 108    | 1,62 / 100,00   | 0,47 | 0 / 60    | Estável |
|                         | Lista dos Cidadãos                            | 28 512    | 0,94 / 100,00   | Novo | 0 / 60    | Novo    |
|                         |                                               |           |                 |      |           |         |
| Votos Inválidos         | Votos Inválidos                               | 13 322    | 6,55 / 100,00   | 0,96 |           |         |
| Total                   | Total                                         | 203 535   | 100,00 / 100,00 |      | 60 / 60   |         |
| Eleitorado/Participação | Eleitorado/Participação                       | 223 842   | 90,93 / 100,00  | 0,99 |           |         |